# Pseudomuscari pallens
Pseudomuscari pallens là một loài thực vật có hoa trong họ Măng tây. Loài này được (M.Bieb.) Garbari miêu tả khoa học đầu tiên năm 1970.

## Hình ảnh

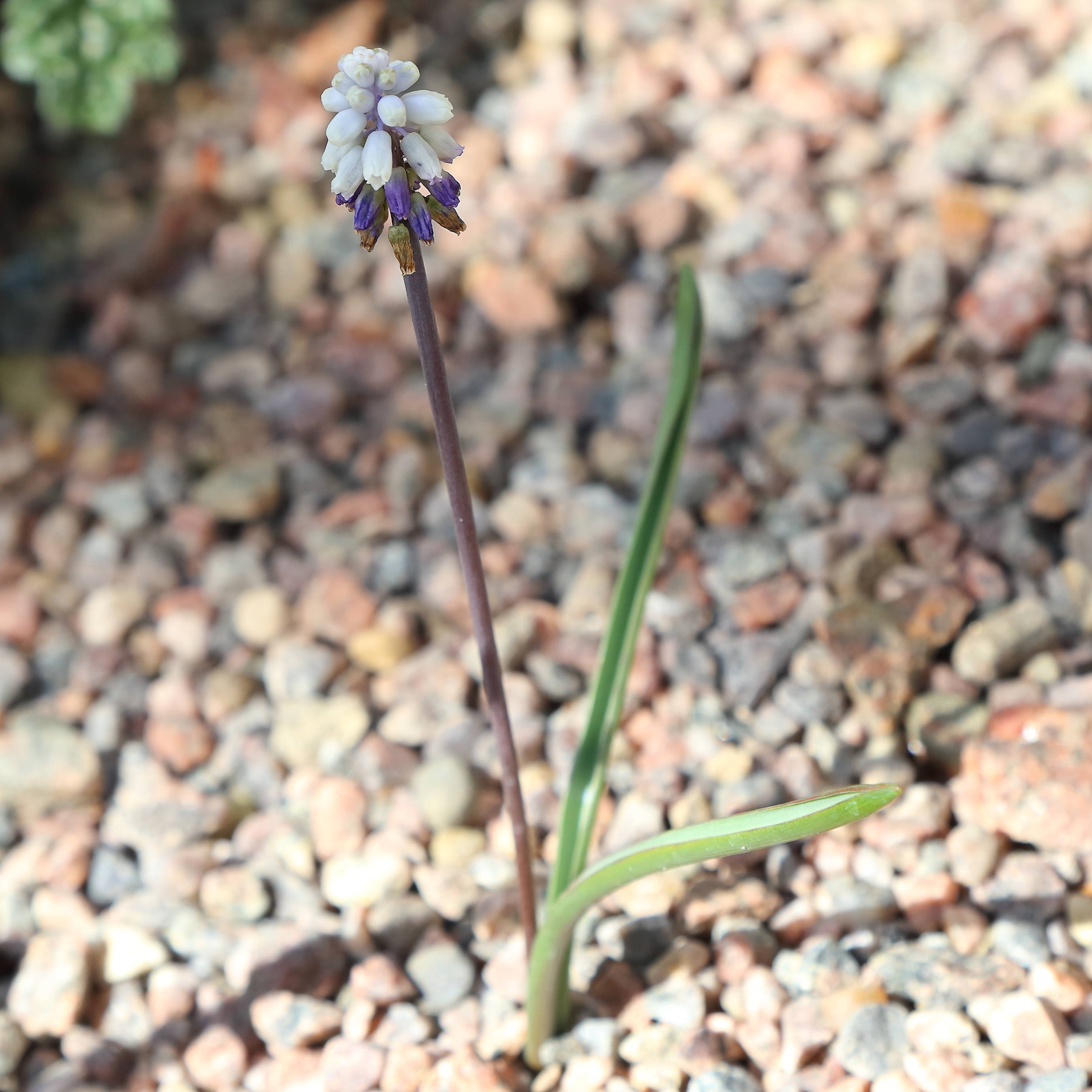
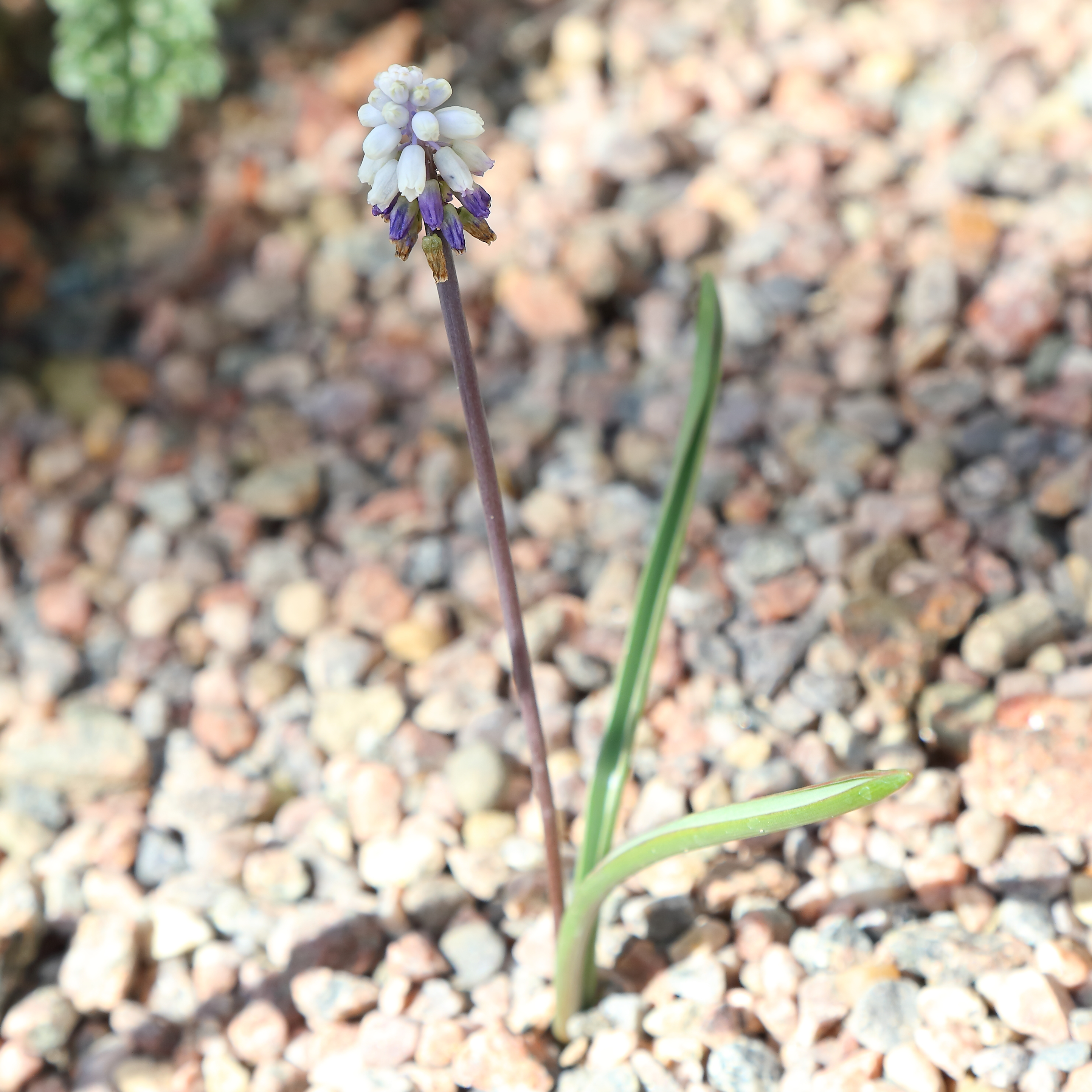